# Houdain
Houdain là một xã ở tỉnh Pas-de-Calais ở vùng Hauts-de-France, Pháp.

## Dân số
| 1962                                                           | 1968 | 1975 | 1982 | 1990 | 1999 | 2006 |
| -------------------------------------------------------------- | ---- | ---- | ---- | ---- | ---- | ---- |
| 8745                                                           | 8807 | 8483 | 7746 | 7930 | 7771 | 7698 |
| Số liệu điều tra dân số từ năm 1962, dân số không tính hai lần |      |      |      |      |      |      |